# Sahlbergotettix salicicola
Sahlbergotettix salicicola är en insektsart som först beskrevs av Flor 1861.  Sahlbergotettix salicicola ingår i släktet Sahlbergotettix, och familjen dvärgstritar. Enligt den finländska rödlistan är arten nationellt utdöd i Finland. Arten har ej påträffats i Sverige. Artens livsmiljö är rikkärr.